# Прыжки с трамплина на зимней Универсиаде 2011
Соревнования по прыжкам с трамплина в рамках зимней Универсиады 2011 года прошли с 28 января по 3 февраля. Разыгрывалось 4 комплекта наград.

## Результаты соревнований
| Старт                                                                                | Женщины                                                                                             | Мужчины                                                                                      |
| ------------------------------------------------------------------------------------ | --------------------------------------------------------------------------------------------------- | -------------------------------------------------------------------------------------------- |
| Индивидуальные прыжки 1. 28 января 2011 Женщины: К95 2. 29 января 2011 Мужчины: К125 | Елена Рунггалдиер 240.8 Юрика Хираяма 221.4 Лиза Демец 218.6 Итоговый протокол (недоступная ссылка) | Матей Добовсек 285.7 Мацей Кот 281.9 Жига Мандл 271.6 Итоговый протокол (недоступная ссылка) |
| Индивидуальные прыжки 1. 31 января 2011 Мужчины: К95                                 | Нет в программе соревнований                                                                        | Матей Добовсек 269.0 Мацей Кот 254.9 Жига Мандл 254.5 Итоговый протокол (недоступная ссылка) |
| Командные прыжки 1. 31 января 2011 Мужчины: К95                                      | Нет в программе соревнований                                                                        | Япония 743.0 Словения 742.4 Польша 735.8 Итоговый протокол (недоступная ссылка)              |

## Медальный зачёт в прыжках с трамплина
| Место | Страна   |   |   |   | Всего |
| ----- | -------- | - | - | - | ----- |
| 1     | Словения | 2 | 1 | 2 | 5     |
| 2     | Япония   | 1 | 1 | 0 | 2     |
| 3     | Италия   | 1 | 0 | 1 | 2     |
| 4     | Польша   | 0 | 2 | 1 | 3     |